# Камень-Поморський
Камень-Поморський (пол. Kamień Pomorski, нім. Cammin) — місто в північно-західній Польщі. Курортне місто і порт (рибацький та яхтовий). 
За станом на 31 березня 2014 року, місто мало 9 047 жителів.

## Історія

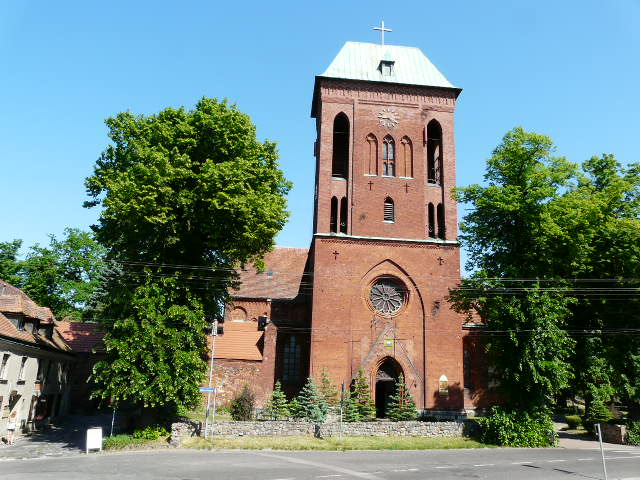
Кафедральний Собор Святого Іоанна Хрестителя Каммінського єпископства, зразок цегляної готики

З 1176 року Каммін був церковною столицею Померанії і резиденцією місцевого єпископа. Час від часу сюди переносили резиденцію і герцоги династії Грифичів. 1274 року місто отримало Любецьке право. За результатами Тридцятирічної війни місто увійшло до складу Шведської Померанії, але через 30 років перейшло до Гогенцоллернів. З тих пір залишалося у складі Пруссії (а потім Німеччини) до кінця Другої світової війни. Рішенням Потсдамської конференції місто передано Польщі, після чого німецьке населення було вигнано.

## Демографія
Демографічна структура станом на 31 березня 2011 року:
|          | Загалом | Допрацездатний вік | Працездатний вік | Постпрацездатний вік |
| -------- | ------- | ------------------ | ---------------- | -------------------- |
| Чоловіки | 4458    | 730                | 3241             | 487                  |
| Жінки    | 4844    | 711                | 2979             | 1154                 |
| Разом    | 9302    | 1441               | 6220             | 1641                 |